# Perry Farrell
Perry Farrell, pseudonimo di Perry Bernstein, (New York, 29 marzo 1959), è un cantautore, musicista, scultore, e surfista statunitense, noto principalmente per essere il cantante dei Jane's Addiction.
Dopo aver trovato il successo con la storica band losangelina, ha saputo imporsi nel panorama musicale degli anni novanta attraverso molteplici progetti e collaborazioni. Fino a oggi ha militato come cantante in quattro gruppi (nell'ordine: Psi Com, Jane's Addiction, Porno for Pyros e Satellite Party) e si è affermato anche come DJ. Il suo nome è inoltre indissolubilmente legato alla creazione di uno dei primi e più famosi festival di musica indipendente, il Lollapalooza.
Nel 2006 la rivista Hit Parader lo ha inserito nella sua lista dei 100 migliori cantanti metal di tutti i tempi alla posizione numero 67.

## Biografia
Nasce da famiglia ebrea del Queens, suo padre Al Bernstein era gioielliere e sua madre un'artista che si suicidò quando Perry aveva 4 anni. Il cambio di nome è un riferimento a suo fratello maggiore Farrell, cambio effettuato anche per avere assonanza con l'aggettivo peripheral, ovvero periferico, marginale.
A seguito della morte della madre i Bernstein si trasferiscono a Miami. Perry a 17 anni scappa di casa, e si trasferisce in California, dove inizia a praticare il surf e a lavorare come decoratore di tavole. Ha affermato inoltre che una volta ventenne aveva intenzione di diventare attore, passione poi abbandonata anche se nel 1986 diresse un documentario intitolato Soul Kiss in cui compare lui stesso con i Jane's Addiction e le loro fidanzate di allora e nel 1992 Perry diresse, scrisse e interpretò sé stesso in un documentario sperimentale intitolato Gift, pubblicato nel 1994 dalla Warner Bros. e considerato di grande valore fra i suoi fan. Nel film Farrell gira alcune scene nudo. Ha anche diretto il video della canzone Mountain Song.
È sposato dal gennaio 2002 con Etty Lau, e ha due figli, Hezron Wolfgang e Izzadore Bravo. Ha un altro figlio, Yobel Ari, nato nel 1998 dalla relazione con Christine Cagle.

## Carriera musicale
Dopo vari lavori saltuari e la passione per la pittura e il surf, Farrell scopre il suo talento per cantare, e tramite un'audizione inizia a esibirsi in un piccolo locale a Newport Beach cantando in playback con imitazioni e travestimenti di cantanti famosi come Frank Sinatra e David Bowie. I suoi interessi musicali comprendevano anche gruppi come Led Zeppelin, Rolling Stones, Joy Division e The Stooges.
Entra a far parte del gruppo goth Psi Com nel 1983 come cantante. La band pubblica nel 1984 un omonimo EP, ma nel frattempo i componenti della band abbracciano la filosofia Krishna e il gruppo si scioglie.
Perry incontra Eric Avery nel 1985 e insieme formano i Jane's Addiction. La band innovò grandemente il suono della musica rock, unendo stili come l'hard rock, l'heavy metal, il jazz, il funk, e la musica alternativa. Il gruppo diventò una leggenda in tutti i club di Hollywood e infatti vennero definiti in quegli anni la voce di Los Angeles. Dopo tre album l'ultimo tour della band si trasforma nel festival itinerante Lollapalooza. Sciolti i Jane's Addiction nel 1991 per dissapori con Avery, fonda nel 1992 i Porno for Pyros.
Dopo l'antologia Rev del 1999 pubblica il suo primo lavoro solista nel 2001, Song Yet to Be Sung, influenzato nei testi dalla mistica ebraica, dalla Cabala e dal Giubileo. Torna con i Jane's Addiction nel 2003 e pubblica Strays.
Nel 2004 Farrell forma il gruppo Satellite Party, insieme a Nuno Bettencourt ex chitarrista degli Extreme, il cui primo e unico album viene pubblicato nel 2007.
Nel 2009 i Jane's Addiction si riuniscono per un tour con la formazione originale e Eric Avery al basso.
Nel 2011 insieme ai Jane's Addiction pubblica The Great Escape Artist. I singoli estratti dall'album sono Underground, End to the Lies e Irresistible Force (Met the Immovable Objet).

## Stile
Lo stile vocale di Perry Farrell è da sempre oggetto di discussioni e di lodi da parte di molti critici musicali. Farrell ha preso spunto da generi come il post punk, la new wave, il goth e soprattutto l'heavy metal, il funk metal e l'hard rock, mentre recentemente si affida a generi più moderni come il rock elettronico. Il suo modo di vestire, molto eccentrico in passato, lo rendeva un androgino a tutti gli effetti; indossava spessissimo abiti da donna o giacche in pelle, portava orecchini pendenti e aveva i dreadlocks.

## Discografia

### Da solista

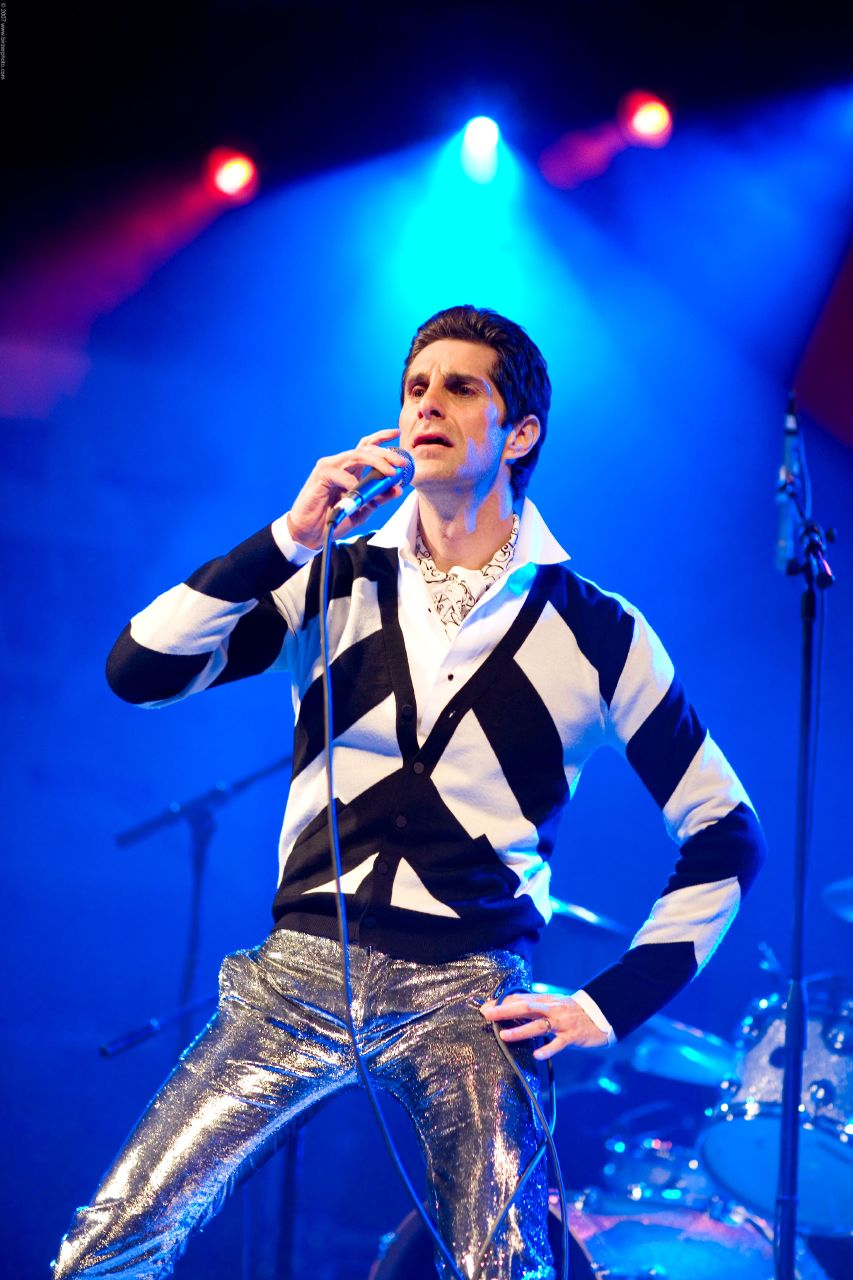
Perry Farrell nel 2007

- 2001 - Song Yet to Be Sung
- 2019 - Kind Heaven

### Con i Porno for Pyros
- 1993 - Porno for Pyros
- 1996 - Good God's Urge

### Con i Satellite Party
- 2007 - Ultra Payloaded

### Con i Jane's Addiction

#### Album in studio
- 1988 - Nothing's Shocking
- 1990 - Ritual de lo habitual
- 2003 - Strays
- 2011 - The Great Escape Artist

#### Album dal vivo
- 1987 - Jane's Addiction

#### Raccolte
- 1988 - Live and Rare
- 1997 - Kettle Whistle
- 2006 - The Best of Jane's Addiction

#### Singoli
- 1988 - Mountain Song
- 1988 - Ocean Size
- 1990 - Stop!
- 1990 - Three Days
- 1990 - Been Caught Stealing
- 1991 - Classic Girl
- 1991 - Ripple
- 1999 - So What!
- 2003 - Just Because
- 2003 - True Nature
- 2011 - End to the Lies
- 2011 - Irresistible Force (Met the Immovable Objet)
- 2011 - Underground